# Mönjeskål

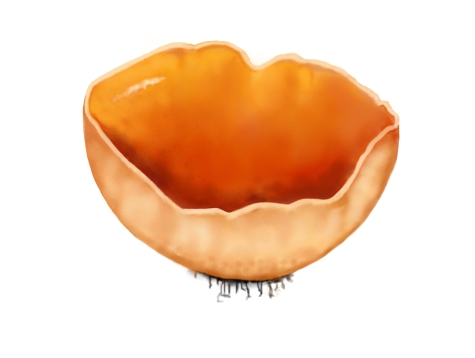

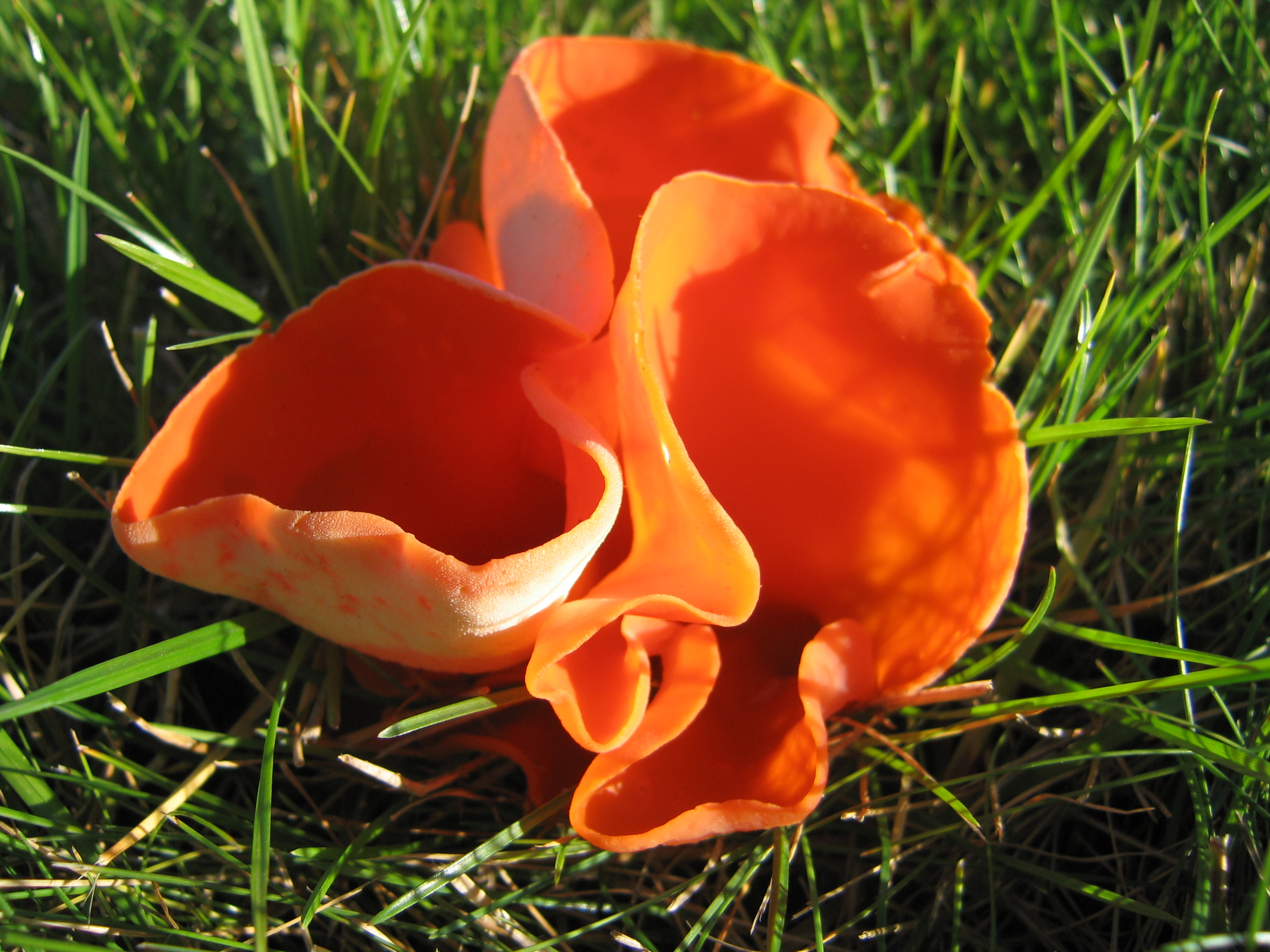
Aleuria aurantia

Mönjeskål (Aleuria aurantia), även kallad brandgul skålmurkla och brandgul skålsvamp, är en art av sporsäckssvampar i familjen Pyronemataceae.

## Distribution och habitat
Den brandgula skålsvampen växer på bar lera eller blandad jord i Nordamerika och Europa. Svampen sätter frukt huvudsakligen på sensommaren och hösten. 

## Ätlighet
I Europa kan den brandgula skålsvampen förväxlas med arter ur Otidea eller Caloscypha-släktena, som är giftiga eller av okänd ätlighet. North American Audubon Mushroom Field Guide anger att svampen inte riskerar förväxling i någon större utsträckning i Nordamerika, och svampen räknas som ätlig, men inte som kulinariskt rekommenderad. 